# Floréal Martorell
Pour les articles homonymes, voir Martorell (homonymie).
Floréal Martorell (né le 10 octobre 1956), connu en espéranto comme Flo, est un espérantiste français, musicien et moteur important de la communauté musicale espérantiste.
Il est le fondateur de l'association EUROKKA et du label indépendant de musique espérantiste Vinilkosmo. Il est également le créateur de la revue Rok-gazet' et prend part à l'organisation de nombreuses présentations de musiques espérantistes. Par exemple, il est le principal agent de KAFE (Kultura Arta Festivalo de Esperanto, Festival Artistique Culturel d'Espéranto).

## Biographie
Floréal Martorell nait le 10 octobre 1956 à Castelginest. Il est le second fils, dans une fratrie de trois frères, de Alfons Martorell Gabalda, mécanicien, et Manola Moreno Devis, éleveuse, qui, en 1939, ont fui la guerre civile espagnole. 
Il fait ses études d’abord à Donneville de 1961 à 1973, au lycée Jules Julien de Toulouse, puis au lycée professionnel Guynemer en mécanique aéronautique et enfin au centre de formation pour adultes AFPA en électricité. 
Il travaille à Toulouse de 1974 à 1976 en tant que chromeur. En 1976, ne souhaitant pas faire son service militaire, il quitte la France pendant quatre ans pour vivre au Danemark. Il y épousera une étudiante brésilienne devenue agente culturelle, Tania Leite SouzaIl, qui partage sa vie pendant 10 ans. Il revient en France en 1980, ayant été amnistié. 
Floréal Martorell fonde en 1981 le Collectif d’Activités Musicales (CAM) et le dirige pendant sept ans. 
Il travaille pendant 15 ans comme électricien, notamment dans le groupe Cegelec de 1990 à 1995. 
Lui et la secrétaire Sylvie Baudin vivent ensemble depuis 1990 avant de se pacser en 2003. Ils ont deux enfants : Karlin Martorell-Baudin et Nevik Martorell-Baudin. 
Il vit depuis 2008 avec Françoise Brosset-Eriksen, enseignante.